# ألكسندر ترافييسو
ألكسندر ميسا ترافييسو (بالإسبانية: Alexander Mesa Travieso) (مواليد 5 فبراير 1995 - سان كريستوبال دي لا لاغونا ، إسبانيا) هو لاعب كرة قدم إسباني ، يلعب حاليًا لنادي إيبار الإسباني في مركز المهاجم الصريح.

## روابط خارجية
- ألكسندر ترافييسو على موقع قاعدة بيانات كرة القدم.إي يو (الإنجليزية)
- ألكسندر ترافييسو على موقع Soccerbase.com (لاعب) (الإنجليزية)
- ألكسندر ترافييسو على موقع Soccerway.com (الإنجليزية)
- ألكسندر ترافييسو على موقع AS.com (الإسبانية)